# Schwabestraße 2 (Weimar)
Die Schwabestraße 2 ist ein Wohnhaus in der Westvorstadt von Weimar. Es befindet sich an der Ecke zur Jahnstraße, wo es mit Hausnummer 28 ein Doppelwohnhaus bildet.

## Geschichte
Das Gebäude wurde um 1910 im Heimatschutzstil vom Architekten Paul Mühle errichtet, der zugleich zusammen mit dem Ingenieur W. Kilbert dort ansässig war. Mühles Baufirma befand sich im Hinterhof. Ehemals hatte das Haus die Hausnummer 12. Das Wohnhaus hat mit dem Haus Windmühlenstraße 2 eine Gemeinsamkeit. Es war Wohnhaus für Schauspielerin Emmy Sonnemann-Köstlin, die 1935 die zweite Frau von Hermann Göring und zur Reichsdarstellerin wurde. Es war nicht nur Wohnort dieser illustren Gestalt. Hier und in der Schwabestraße 11 sowie in der Herbststraße 35 wohnte der mutmaßlich am Mord an dem Reichskanzler Kurt von Schleicher beteiligte SD-Mann Johannes Schmidt.
Der Bereich Schwabestraße 2 steht auf der Liste der Kulturdenkmale in Weimar (Sachgesamtheiten und Ensembles).